# Fernando de Valdés y Llano
Fernando de Valdés y Llano (Cangas de Tineo, 28 de julio de 1575 – Madrid, 30 de diciembre de 1639) fue un clérigo y hombre de estado español, obispo de Teruel, obispo electo de León, arzobispo de Granada, obispo electo de Sigüenza y presidente del Consejo de Castilla.

## Biografía

### Familia
Hijo de Juan Queipo de Llano, natural de Cangas del Narcea y perteneciente a noble familia, y de Catalina Valdés, natural de Salas y sobrina del inquisidor general, arzobispo de Sevilla y presidente del Consejo de Castilla, Fernando de Valdés y Salas, que influiría en la carrera y en el mismo orden de los apellidos del sobrino nieto.

### Formación
Cursó en su localidad natal las primeras letras, para ingresar en la universidad de Oviedo, donde se graduó en Derecho. Posteriormente se graduó en Cánones en la universidad de Salamanca, en cuyo colegio menor de San Pelayo, que fundara su tío abuelo Fernando de Valdés y Salas, ingresó en abril de 1595 a la edad de veinte años y, a partir de noviembre de 1601 continuó estudios en colegio mayor sacerdotal «San Salvador de Oviedo» de la misma universidad hasta 1611, año en cuyo mes enero obtuvo la licenciatura en Derecho y poco después su nombramiento como inquisidor en Barcelona. 
Durante parte de su vida universitaria disfrutó de un beneficio de la parroquia canguesa de San Juan de Vega de Rengos.

### Inquisidor, presbítero y canónigo
Terminada su formación ocupó los cargos de inquisidor en Barcelona (1611), Zaragoza (1613) y Toledo (1623). Siendo inquisidor en Barcelona, fue ordenado presbítero en el convento de las clarisas de Pedralbes por el obispo de Barcelona, Juan de Moncada el 28 de mayo de 1611. Recibió rentas de dos canonjías, una en Zaragoza y otra en León.

### Obispo

#### Teruel
En 1625 fue presentado por Felipe IV y nombrado obispo de Teruel, diócesis de la que tomó posesión por medio de su sobrino Juan Queipo de Llano, el cual seguiría a su lado durante sus pontificados y que finalmente sería nombrado obispo de Guadix.
En la diócesis de Teruel llevó a cabo una pastoral según el estilo tridentino de la época, realizando en tres ocasiones visitas pastorales a las parroquias de la diócesis, viajando a Roma para la visita ad limina y esforzándose por conocer a fondo los problemas de la diócesis y por mantener buenas relaciones con el cabildo catedralicio. Convocó sínodo diocesano en octubre de 1627. Por la misma época asistió en su calidad de obispo de Teruel a las cortes convocadas por Felipe IV en Barbastro y en Calatayud.

#### León
Fue nombrado obispo de León en enero de 1632  sin que llegara a tomar posesión del cargo pues, al fallecer Miguel Santos de San Pedro que ocupaba el arzobispado de Granada y la presidencia del Consejo de Castilla, se designó a Juan de Valdés para sustituirlo en ambos cargos.

#### Arzobispo de Granada
El 7 de abril de 1633 fue designado por Felipe IV para ocupar el arzobispado de Granada y la presidencia del Consejo de Castilla, cargos vacantes tras la muerte de Miguel Santos de San Pedro, que los ocupaba. Fue nombrado arzobispo de Granada por el papa Urbano VIII el 18 de julio de 1633. Desde su nombramiento residió en Madrid para atender sus obligaciones como presidente del Consejo de Castilla y nombró gobernador del arzobispado de Granada a su sobrino Juan Queipo de Llano, que más tarde sería obispo de Guadix y posteriormente de Coria, valiéndose igualmente para atender la diócesis del obispo titular de Termópoli, el mercedario fray Blas de Tineo, nombrado obispo auxiliar de Granada el 22 de septiembre de 1636 y consagrado por el propio Valdés el 4 de enero de 1637.

#### Sigüenza
Poco antes de su fallecimiento, Felipe IV nombró a Valdés obispo de Sigüenza en septiembre de 1639, lo que suponía una nueva promoción, pues a pesar de no tener la condición de arzobispado, la de Sigüenza era una de las diócesis con mayores rentas entre las de España. No llegaría a tomar posesión al fallecer un mes más tarde de su nombramiento.

### Final
Murió en Madrid, donde residía por su condición de presidente del Consejo de Castilla, el 30 de diciembre de 1639. Siguiendo sus deseos expresados en disposición testamentaria, sus restos fueron inhumados en la iglesia colegial de Cangas de Tineo, de la que era patrono fundador. El sepulcro y monumento funerario de alabastro, construidos hacia 1647, son obra atribuida al arquitecto cántabro Diego Ibáñez Pacheco y al escultor gallego asentado en Cangas Pedro Sánchez de Agrela y están situados en el testero del lado del evangelio de la capilla mayor de la nueva iglesia colegial, construida entre 1639 y 1642, con el siguiente epitafio:

Aquí yace el Ilimo. señor D. Fernando de Valdés y Llano, Obispo de Teruel y electo de León, Arzobispo de Granada, Presidente de Castilla. Murió electo Obispo de Sigüenza a 30 de diciembre del año 1639, y fundó esta iglesia y las capellanías de ella, de que es patrono.